# 一條成美
一條 成美（いちじょう せいび、男性、1877年9月25日 - 1910年8月12日）は、明治時代の日本の画家。
長野県東筑摩郡神林村（現松本市）生まれ。父は一條伍郎（1908年6月28日に胸膜炎で死去）。
旧制松本中学（現長野県松本深志高等学校）を中退後、1897年長野県庁に奉職し土木課製図係となる。菊池容斎の画風に私淑し独学で日本画を学び、上京して渡辺省亭に師事する。
与謝野鉄幹の『明星』の表紙画や挿絵を担当し、日本画と洋画を折衷した作風で有名となるが、明星第8号の挿絵が内務省により発禁処分を受け、1901年出版元の新詩社を退社した。
その後は新声社、博文館、冨山房、三省堂など各出版社の文芸誌や、河井醉茗の詩集『無弦弓』、中村春雨の小説『無花果』などの挿絵や装丁を手がけ、東京高等師範学校の嘱託を務めたこともあったが、1910年に東京府豊多摩郡淀橋町（現東京都新宿区）の自宅で死去した。死因については詳細は不明だが、過度の飲酒が原因だろうと旧制中学の同級生窪田空穂は回想している。

### 伝記
- 大塚英志『ミュシャから少女まんがへ 幻の画家・一条成美と明治のアール・ヌーヴォー』角川新書、2019年。ISBN 978-4040823140